# ایزولا دی کاپو ریتزوتو
ایزولا دی کاپو ریتزوتو (به ایتالیایی: Isola di Capo Rizzuto) یک کومونه در ایتالیا است که در استان کروتون واقع شده‌است.

## خصوصیات
ایزولا دی کاپو ریتزوتو ۱۲۵ کیلومترمربع مساحت و ۱۴٬۸۳۹ نفر جمعیت دارد.

## خواهرخوانده
شهر بلاسترو خواهرخواندهٔ ایزولا دی کاپو ریتزوتو هست.